# اخراج‌شده: فهمیدن مجاز نیست
اخراج شده (به انگلیسی: Expelled: No Intelligence Allowed) مستندی است که به بررسی نگرش داروینیستی به هستی و نیز نحوه رویارویی صاحبان این نگرش با مخالفان در کشور آمریکا می‌پردازد.

## موضوع
این مستند به بررسی نحوه تقابل با دانشمندانی که دیدگاهی متقابل با داروینیسم داشته‌اند؛ یعنی مخالف به وجود آمدن جهان به صورت تصادفی یا انتخاب طبیعی بوده‌اند و مسئله اخراج آنها از دانشگاه‌های آمریکا می‌پردازد."
در این مستند، به صراحت تأکید می‌شود که علاوه بر محروم کردن برخی استادان دانشگاه از خدمات شهروندی اجتماعی (مانند سوزاندن کارت‌های اعتباری بانکی‌شان که این امر موجب می‌شود نتوانند نیازهای اولیه زندگی‌شان را رفع نمایند) حتی نام برخی از دانشمندان را برای چاپ در هر نشریه و کتاب یا در فضای اینترنت ممنوع می‌کنند.
در ادامه به بررسی عقاید این دانشمندان اخراجی و دلایل مخالفت شان با داروینیسم پرداخته می‌شود.
در این مستند به بررسی ایدئولوژی‌های برآمده از نگرش داروینیستی و اصل بقاء اصلح پرداخته شده است. کارگردان با سفر به آلمان و دیدار از کوره‌های آدم سوزی (هولوکاست) و کشتارگاه‌های بیماران روانی، مبادی تفکر نازیسم را به عنوان نمونه‌ای از داروینیسم اجتماعی، طی مصاحبه با محققان این دیدگاه بررسی می‌کند.

## نمایش در بخش مستند جشنواره فیلم فجر
این فیلم در سال ۱۳۸۸در بخش مستند جشنواره فیلم فجر، از کشور آمریکا، شرکت کرد.